# Natació als Jocs Olímpics d'estiu de 1896
Als Jocs Olímpics d'Estiu de 1896 celebrats a la ciutat d'Atenes (Grècia) es van disputar quatre proves de natació. Aquestes proves foren organitzades pel Sub-comitè d'esports nàutics. Totes les proves es van celebrar el dia 11 d'abril a la Badia Zea.

## Participants
Dinou nedadors de quatre països hi van prendre part:
- Àustria (2)
- Estats Units (1)
- Grècia (15)
- Hongria (1)

## Resum de medalles
Aquestes medalles foren assignades a posteriori pel Comitè Olímpic Internacional. A l'època, als guanyadors se'ls donava una medalla de plata i els subsegüents llocs no rebien cap premi.
| Prova                                     | Or                | Argent            | Bronze               |
| 100 metres lliures detalls                | Alfréd Hajós      | Otto Herschmann   | cap                  |
| 500 metres lliures detalls                | Paul Neumann      | Antonios Pepanos  | Efstathios Chorophas |
| 1200 metres lliures detalls               | Alfréd Hajós      | Joannis Andreou   | Efstathios Chorophas |
| 100 metres lliures per a mariners detalls | Ioannis Malokinis | Spiridon Chasapis | Dimitrios Drivas     |

## Medaller
| Posició | País    | Or | Argent | Bronze | Total |
| 1       | Hongria | 2  | 0      | 0      | 2     |
| 2       | Grècia  | 1  | 3      | 3      | 7     |
| 3       | Àustria | 1  | 1      | 0      | 2     |

Els Estats Units van participar en les proves de natació, però no guanyà cap medalla.